# Venturia platyura
Venturia platyura là một loài tò vò trong họ Ichneumonidae.